# Lerbäck
Lerbäck is een plaats in de gemeente Askersund in het landschap Närke en de provincie Örebro län in Zweden. De plaats heeft 106 inwoners (2005) en een oppervlakte van 10 hectare.

## Verkeer en vervoer
Bij de plaats loopt de Länsväg 171.